# Ferdinand Georg Frobenius
Ferdinand Georg Frobenius (Charlottenburg, 26 ottobre 1849 – Berlino, 3 agosto 1917) è stato un matematico tedesco, noto soprattutto per i suoi contributi alla teoria delle equazioni differenziali e alla teoria dei gruppi.

## Biografia
Frobenius nacque a Charlottenburg, una località allora alla periferia di Berlino, e compì la sua educazione all'Università di Berlino. La sua tesi, condotta sotto la direzione di Weierstrass, ha riguardato la soluzione delle equazioni differenziali. Dopo il suo completamento nel 1870, ha insegnato a Berlino per qualche anno e successivamente ha ricevuto un incarico presso il Politecnico di Zurigo (ETH Zurich). Nel 1893 è ritornato a Berlino, dove è stato eletto membro della Accademia delle Scienze Prussiana.

## Contributi alla teoria dei gruppi
La teoria dei gruppi costituì uno dei principali interessi di Frobenius nella seconda parte della sua attività scientifica. Uno dei suoi primi contributi di rilievo fu la dimostrazione dei teoremi di Sylow per i gruppi astratti, le dimostrazioni precedenti avendo riguardato i gruppi di permutazioni. La sua dimostrazione del primo teorema di Sylow, concernente l'esistenza dei sottogruppi di Sylow, è quella tuttora in uso.
Ancor più importante fu la creazione delle teorie dei caratteri dei gruppi e delle rappresentazioni dei gruppi, due strumenti fondamentali per lo studio della struttura dei gruppi. Il suo lavoro ha condotto a stabilire la legge di reciprocità di Frobenius e alla definizione di quelli che oggi sono chiamati gruppi di Frobenius. Frobenius nel 1878 ha inoltre dimostrato che qualunque corpo (anche non commutativo) che contenga il campo dei numeri reali come sottocorpo e tale che ogni suo elemento soddisfi un'equazione polinomiale a coefficienti reali deve essere isomorfo ai numeri reali oppure ai numeri complessi oppure ai quaternioni.